# Nancy Cartwright (actrice)
Vous lisez un « bon article » labellisé en 2021.
Pour les articles homonymes, voir Nancy Cartwright et Cartwright.
Nancy Cartwright est une actrice, artiste peintre, sculptrice et vidéaste américaine née le 25 octobre 1957 à Dayton en Ohio. Elle est principalement connue pour être la voix de Bart Simpson depuis le début de la série télévisée d'animation Les Simpson. Elle prête également sa voix à d'autres personnages de la série comme Nelson Muntz, Ralph Wiggum, Todd Flanders et Maggie Simpson.
Elle passe son enfance à Kettering en Ohio avant de partir pour Hollywood en 1978 avec l'acteur de doublage Daws Butler. Son premier rôle important est celui de la voix de Gloria dans la série Richie Rich, suivi par le rôle principal du téléfilm Marian Rose White en 1982 et par sa première participation à un long métrage au cinéma : La Quatrième Dimension en 1983.
En 1987, elle auditionne pour un rôle dans une série de courts métrages animés sur une famille dysfonctionnelle destinée à être diffusée dans le Tracey Ullman Show. Elle a alors l'intention d'auditionner pour le rôle de Lisa, mais lorsqu'elle se présente elle trouve le rôle de son frère, Bart, plus intéressant. Matt Groening, le créateur de la série, l'autorise à auditionner pour Bart et lui offre le rôle quelques instants plus tard. Elle lui prête sa voix pendant les trois saisons diffusées dans The Tracey Ullman Show, et, en 1989, les courts métrages sont transformés en une série avec des épisodes d'une demi-heure, intitulée Les Simpson. Pour ce travail dans le rôle de Bart, Nancy Cartwright reçoit le Primetime Emmy Award du meilleur doublage en 1992 et l'Annie Award du meilleur doublage pour une animation en 1995.
Outre Les Simpson, Nancy Cartwright donne voix à de nombreux autres personnages animés, dont Daphné Gillfin dans Les Snorky, Rufus dans Kim Possible, Mindy dans Animaniacs, Pistole dans La Bande à Dingo, Margo Sherman dans Profession : critique, Todd Daring dans Les Remplaçants et Charles-Édouard Fifrelin dans Les Razmoket et Razbitume !. En 2000, elle publie son autobiographie My Life as a 10-Year-Old Boy, et, quatre ans plus tard, l'adapte en one-woman-show. En 2017, elle scénarise et produit le film In Search of Fellini.

## Biographie

### Jeunesse
Nancy Cartwright naît à Dayton en Ohio le 25 octobre 1957,. Elle est la quatrième des six enfants de Frank et Miriam Cartwright. Elle grandit à Kettering et découvre son talent pour faire des voix très tôt. Alors qu'elle est en CM1 à l'école St. Charles Borromeo, elle remporte un concours d'éloquence à l'échelle de son école avec son interprétation de Comment le chameau eut sa bosse de Rudyard Kipling. Elle intègre par la suite le lycée Fairmont West de Kettering et participe au théâtre et à la fanfare de l'établissement. Elle participe régulièrement à des concours d'éloquence, se classant deux ans de suite en première position dans la catégorie « Interprétation humoristique » du tournoi national de district. Les juges lui suggèrent souvent d'interpréter des voix de dessins animés. Elle est diplômée du lycée en 1976 et accepte une bourse pour l'université de l'Ohio à Athens. Elle continue à participer à des concours de prise de parole en public et au cours de sa deuxième année, elle se classe cinquième dans cette catégorie du Tournoi national d'éloquence avec son discours The Art of Animation (L'Art de l'animation).
En 1976, Nancy Cartwright décroche un emploi à temps partiel consistant à faire des voix-off pour des publicités diffusées sur la radio WING à Dayton. Quelque temps plus tard, un représentant de la Warner Records visite la station WING et envoie à Nancy Cartwright une liste de contacts dans l'industrie de l'animation. L'un de ces contacts est Daws Butler, connu pour prêter sa voix à des personnages animés comme Roquet belles oreilles, Alcibiade, Elroy Jetson, Spike et Yogi l'ours. Nancy Cartwright l'appelle et laisse sur son répondeur un message avec un accent cockney. Il la rappelle immédiatement et accepte de devenir son mentor. Il lui transmet un script et lui demande de lui envoyer un enregistrement vidéo d'elle en train de le lire. Une fois la vidéo reçue, il la critique et lui envoie des notes. Pendant une année entière ils fonctionnent ainsi, terminant un nouveau script en quelques semaines. Nancy Cartwright décrit Daws Butler comme « absolument incroyable, toujours encourageant et toujours poli ».
Elle retourne à l'université de l'Ohio pour sa deuxième année, mais elle demande à être transférée à l'université de Californie à Los Angeles afin de se rapprocher d'Hollywood et de Daws Butler. Sa mère, Miriam, décède à la fin de l'été 1978. Nancy Cartwright hésite alors à quitter sa famille, mais le 17 septembre 1978, elle part « sans joie » pour Westwood à Los Angeles.

### Carrière

#### Débuts

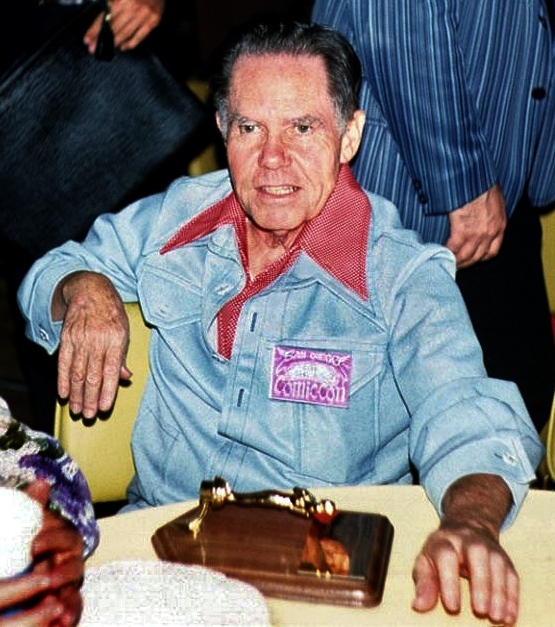
Daws Butler est le mentor de Nancy Cartwright et l'aide à devenir une actrice de doublage.

Tout en suivant les cours de l'UCLA, laquelle n'a pas d'équipe d'éloquence, elle continue à s'entraîner dans le doublage avec Daws Butler,. Elle se souvient : « Tous les samedis, je faisais un trajet de vingt minutes en bus pour rejoindre sa maison à Beverly Hills pour une leçon d'une heure et j'y restais quatre heures... Il avait quatre fils, il n'avait pas de fille donc je suis en quelque sorte devenue le bébé de la famille. » Daws Butler la présente à de nombreux acteurs de doublage et directeurs artistiques de chez Hanna-Barbera. Après sa rencontre avec le réalisateur Gordon Hunt, il lui demande de passer une audition pour le rôle récurrent de Gloria dans la série Richie Rich. Le rôle lui est alors attribué et elle travaille par la suite sur plusieurs projets avec Gordon Hunt. À la fin de l’année 1980, Nancy Cartwright signe avec une agence artistique et décroche le rôle principal du pilote d'une sitcom intitulée In Trouble. Nancy Cartwright décrit cette série comme « oubliable », mais lui ayant permis de « lancer [sa] carrière devant la caméra ». En 1981, elle sort de l'université de Californie à Los Angeles avec un diplôme en art dramatique. Pendant l'été, Nancy Cartwright travaille avec Jonathan Winters dans le cadre d'une troupe d'improvisation théâtrale basée au Kenyon College à Gambier en Ohio.
De retour à Los Angeles, Nancy Cartwright obtient le rôle-titre du téléfilm Marian Rose White. Janet Maslin, critique pour le New York Times, décrit Nancy Cartwright comme « une actrice potelée, lourde et atteinte d'un léger strabisme, dont le naturel ajoute beaucoup à l'impact du film ». Nancy Cartwright lui répond en lui envoyant une lettre insistant sur le fait qu'elle ne louche pas, et elle y joint une photographie. Quelque temps plus tard, elle auditionne pour le rôle d'Ethel, une fille qui se retrouve piégée dans un monde de dessins animés dans le troisième segment du film La Quatrième Dimension. Elle rencontre le réalisateur Joe Dante, qu'elle décrira plus tard comme un « passionné de dessins animés », ajoutant qu'« une fois qu'il a jeté un coup d'œil à mon curriculum vitæ et a remarqué le nom de Daws Butler dessus, nous étions partis, partageant des anecdotes sur Daws et sur l'animation. Après vingt minutes, il a déclaré : "Compte tenu de votre parcours, je ne vois pas comment je pourrais lancer quelqu'un d'autre que vous dans cette aventure !" ». Il s'agit de son premier rôle dans un long métrage de cinéma. Le segment est basé sur l’épisode C'est une belle vie de la série télévisée La Quatrième Dimension, qui sera plus tard parodié dans l'épisode des Simpson, Simpson Horror Show II.
Par la suite, Nancy Cartwright continue à faire quelques voix pour des projets comme Les Pitous, Popeye, Olive et Mimosa, Les Snorky, Mon petit poney et Saturday Supercade. Par la suite elle rejoint une société de doublage et enregistre les voix des personnages en arrière-plan des films, même si dans la plupart des cas le son est si bas que sa voix peut à peine être entendue. Elle tient un rôle minime de voix-off dans plusieurs films dont Silverado, Le Clan de la caverne des ours, Seize Bougies pour Sam, Retour vers le futur 2 et La Couleur pourpre. L'actrice prête également sa voix à une chaussure plongée dans l'acide dans Qui veut la peau de Roger Rabbit, décrivant la scène comme sa première « mort hors-champ ».
En 1985, elle auditionne pour le rôle invité de Cynthia dans Cheers. Lors de cette audition, il lui est demandé de dire sa réplique et de quitter le plateau. Pour se faire remarquer par sa différence, Nancy Cartwright décide alors de continuer à marcher, quittant le bâtiment et rentrant chez elle. Les casteurs sont confus, mais elle obtient le rôle. À la recherche de plus d'expérience en tant qu'actrice, Nancy Cartwright rejoint une classe menée par le réalisateur et producteur hollywoodien Milton Katselas. Il lui recommande alors d'étudier La strada, un film italien de 1956 mettant en vedette Giulietta Masina et réalisé par Federico Fellini. Par la suite elle se met à interpréter dans sa classe « toutes les scènes imaginables » de La strada et passe plusieurs mois à essayer d'obtenir les droits pour l'adapter au théâtre. Elle se rend en Italie avec l'intention de rencontrer Fellini pour lui demander la permission en personne. Bien qu'ils ne se soient jamais rencontrés, Nancy Cartwright tient un journal pendant ce voyage et écrit plus tard une pièce intitulée À la recherche de Fellini, partiellement basée sur ce voyage. La pièce est coécrite par Peter Kjenaas et l'actrice remporte un Drama-Logue Award après sa représentation à Los Angeles en 1995. Dans une interview de 1998, elle mentionne son intention d'en faire un long métrage, elle y parvient en 2017,.

#### Les Simpson

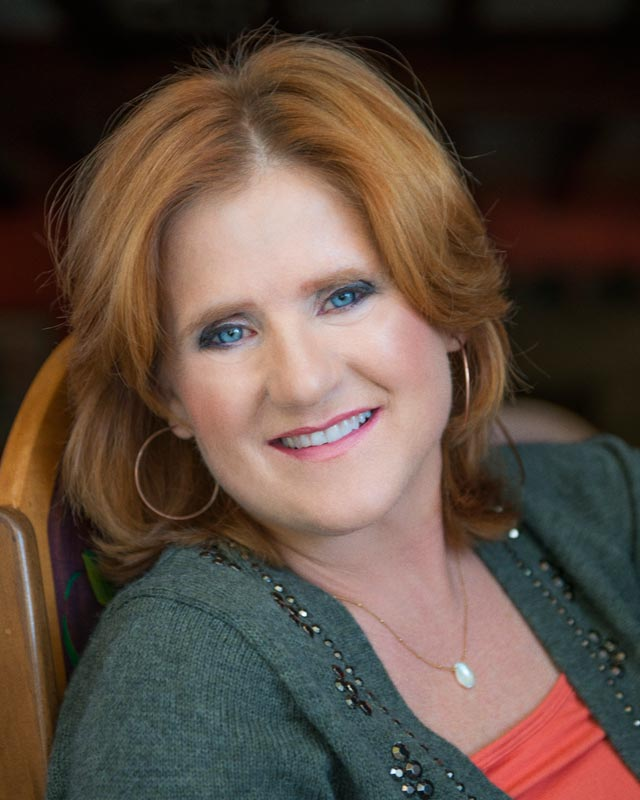
Nancy Cartwright en 2012.

Nancy Cartwright est principalement connue pour le rôle de Bart Simpson dans la série animée de longue date Les Simpson. Le 13 mars 1987, elle auditionne pour une série de courts métrages animés sur une famille dysfonctionnelle qui est destinée à être diffusée lors du Tracey Ullman Show, une émission de sketches. Elle a initialement l'intention de se présenter pour le rôle de Lisa Simpson, la fille aînée. Après son arrivée à l'audition, elle remarque que Lisa est simplement décrite comme « l'enfant du milieu » et qu'à cette époque, elle n’a pas beaucoup de personnalité. L'actrice s'intéresse alors davantage au rôle de Bart, décrit comme « sournois, sous-performant, détestant l'école, irrévérencieux, [et] intelligent ». Le créateur de la série, Matt Groening, l'autorise à essayer Bart et lui donne le rôle sur-le-champ. La voix de Bart vient naturellement à Nancy Cartwright, car elle a précédemment utilisé les mêmes ressorts dans Mon petit poney, Les Snorky et Les Pitous. Elle décrit la voix de Bart comme facile à faire en comparaison d'autres personnages. L'enregistrement des courts métrages est primitif : le dialogue est enregistré sur un magnétophone portable dans un studio de fortune au-dessus des gradins du plateau du Tracey Ullman Show,. Nancy Cartwright, la seule membre de la distribution à avoir une expérience professionnelle dans le doublage, décrit les sessions comme « très amusantes »,. Elle reconnaît qu'elle souhaitait apparaître dans les sketches en direct et qu'elle se présentait parfois tôt aux sessions d'enregistrement, dans l’espoir d'être remarquée par un producteur.
En 1989, les courts métrages sont adaptés en une série d'épisodes d'une demi-heure pour le réseau Fox, intitulée Les Simpson. Bart devient rapidement le personnage phare de la série, et un des personnages les plus célébrés à la télévision, sa popularité entre 1990 et 1991 étant connue sous le nom de « Bartmania »,,,. Bart est qualifié de « la nouvelle étoile la plus brillante de la télévision » par Mike Boone du Gazette et il est nommé « artiste de l'année » 1990 par Entertainment Weekly,. Cependant, malgré la notoriété de Bart, Nancy Cartwright demeure relativement peu connue. Pendant les premières saisons des Simpson, la Fox ordonne à Nancy Cartwright de ne donner aucune interview, car les producteurs ne veulent pas faire connaître le fait que Bart est doublé par une femme. La voix habituelle de Nancy Cartwright ne laisse transparaître aucune « trace évidente » de celle de Bart, ainsi elle estime que son rôle « est le meilleur jeu d'acteur au monde » car elle n'est que rarement reconnue en public,. Lorsqu'elle est reconnue et qu'on lui demande de faire la voix de Bart devant des enfants, elle refuse car « cela les effraie ». La phrase fétiche de Bart « Eat My Shorts » (en version française : « Va te faire shampooiner ») est issue d'une improvisation de la part de Nancy Cartwright lors d'une des premières tables de lecture de la série. Elle fait référence à l'incident qu'elle a subi lors de ses années de lycéenne : lors d'un spectacle, les membres de la fanfare de la Fairmont West High School ont changé les paroles de leur chant habituel « Fairmont West! Fairmont West! » par « Eat my shorts! Eat my shorts! », ce que Nancy Cartwright a trouvé particulièrement approprié pour le langage de Bart.

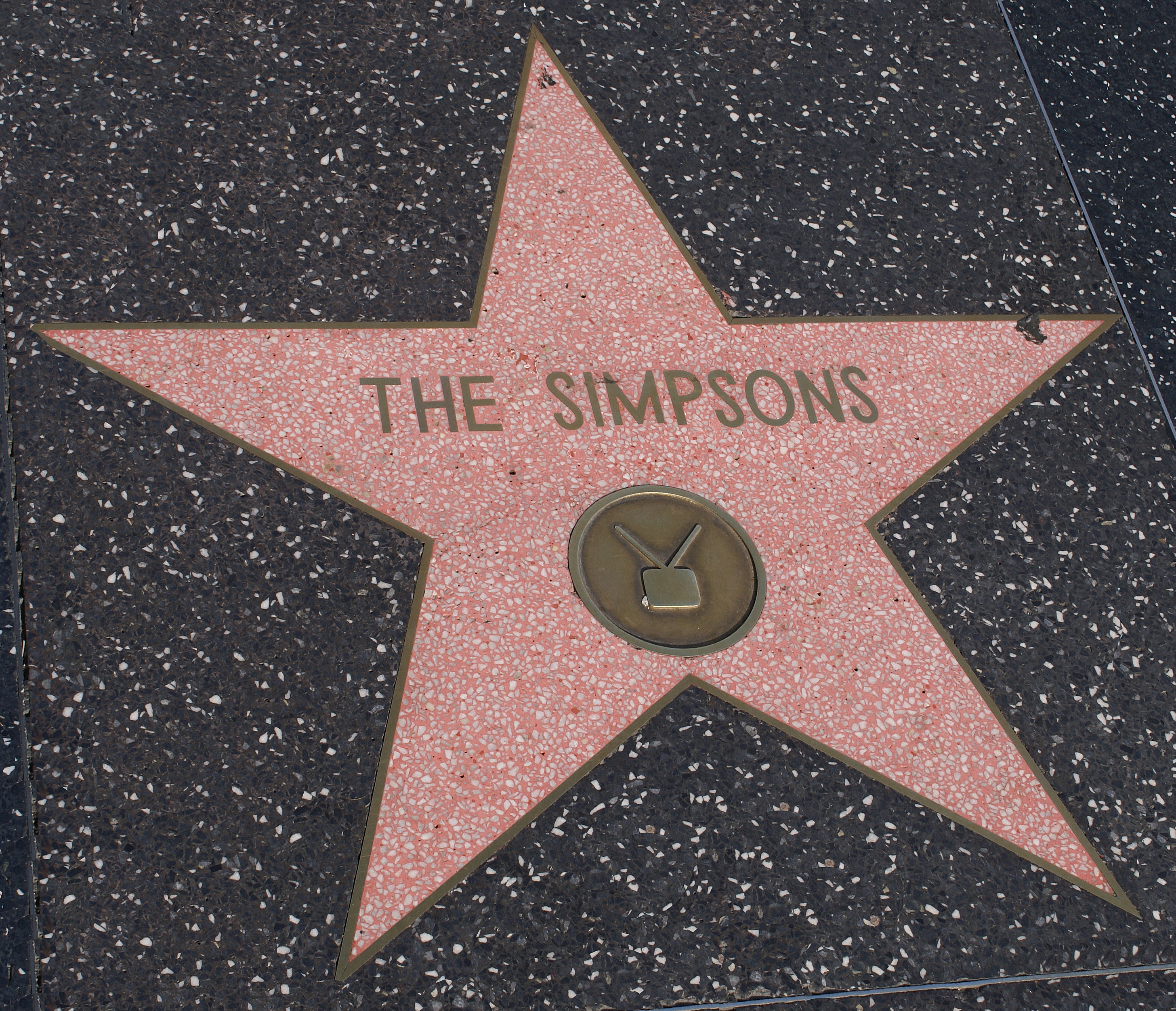
En 2000, Bart, ainsi que le reste de la famille Simpson, est honoré d'une étoile sur le Hollywood Walk of Fame.

Nancy Cartwright double quelques autres personnages de la série, dont Nelson Muntz, Ralph Wiggum, Todd Flanders, Kearney Zzyzwicz et Database. Elle prête sa voix à Nelson pour la première fois dans l'épisode de la première saison Terreur à la récré. Il devait être interprété par Dana Hill, mais celle-ci a raté la session d'enregistrement et le rôle a été donné à Nancy Cartwright. Elle développe la voix de Nelson sur place et la décrit comme « arracheuse de gorge ». Ralph Wiggum est interprété au début par Jo Ann Harris, mais Nancy Cartwright se voit attribuer le rôle lors de l'épisode Le Petit Parrain de la troisième saison. Todd Flanders est le seul personnage pour lequel Nancy Cartwright s'inspire d'un autre personnage, celui de Sherman doublé par Walter Tetley dans Mister Peabody, une série diffusée lors du Rocky and Bullwinkle Show. En 1992, Nancy Cartwright reçoit le Primetime Emmy Award du meilleur doublage pour le rôle de Bart dans l'épisode Le Flic et la Rebelle et, en 1995, un Annie Award pour le meilleur doublage dans le monde de l'animation,,. En 1999, Bart est classé dans la liste des cent personnalités les plus influentes du XXe siècle d'après le magazine Time et en 2000, il reçoit avec le reste de sa famille, une étoile sur le Hollywood Walk of Fame, située au 7021 Hollywood Boulevard,.
Jusqu'en 1998, Nancy Cartwright est payée 30 000 $ par épisode. Lors d'un différend à propos de cette rémunération, la Fox menace les six acteurs principaux de les remplacer et commence à préparer des castings pour embaucher de nouveaux acteurs. Finalement le différend se résout et Nancy Cartwright ainsi que les autres acteurs gagne 125 000 $ par épisode depuis 2004, alors qu'ils demandaient 360 000 $. Un mois plus tard, un compromis est trouvé et leurs salaires sont augmentés à 250 000 $ par épisode. Une nouvelle négociation a lieu en 2008, à l'issue de laquelle les voix touchent approximativement 400 000 $ par épisode. Trois ans plus tard, la Fox menaçant d'annuler la série à moins que les coûts de production soient réduits, Nancy Cartwright et les autres acteurs acceptent une baisse de salaire de 25 %, leur permettant de gagner un peu plus de 300 000 $ par épisode depuis.

#### Autres activités
« C'est quelque peu étrange d'être une célébrité que personne ne connaît. Je vous le demande : combien de célébrités ne reconnaîtriez-vous pas lorsqu'elles marchent dans la rue ? … Je n'en trouve aucune, mis à part mes collègues et moi-même. Le facteur d'anonymat est un aspect si unique de ce travail. Je dois admettre que parfois, je souhaiterais que ce soit différent. »

— Nancy Cartwright, My Life as a 10-Year-Old Boy.
En plus de son travail pour Les Simpson, Nancy Cartwright prête sa voix à de nombreux autres personnages de plusieurs séries d'animation, comme Charles-Édouard Fifrelin dans Les Razmoket et Razbitume !, Margo Sherman dans Profession : critique, Mindy dans Animaniacs ou encore Rufus le rat-taupe nu dans Kim Possible. Pour le rôle de Rufus, Nancy Cartwright fait des recherches approfondies sur les rats-taupes et en est devenue « une source de savoirs inutiles ». En 2004, elle est nommée pour le Daytime Emmy Award du meilleur interprète dans un programme d'animation pour ce rôle. En 2001, Nancy Cartwright reprend le rôle de Charles-Édouard Fifrelin dans Les Razmoket après le départ de Christine Cavanaugh. L'actrice décrit les voix de Rufus et de Charles-Édouard comme les plus difficiles à interpréter : « Rufus parce que mon diaphragme souffre lorsque j'essaie de reproduire les dix-huit sons qu'une taupe produit. Charles-Édouard parce que… c'est un asthmatique avec cinq personnalités réunies en une, et je dois faire sa voix comme Cavanaugh l'a faite pendant 10 ans ». Les autres séries télévisées pour lesquelles elle prête sa voix comprennent Galaxy High, Dieu, le diable et Bob, La Bande à Dingo, Mike, Lu et Og, Les Remplaçants et Minus et Cortex. Elle apparaît également devant la caméra dans plusieurs films et séries télévisées dont Fame, La Maison en folie, Le Prince de Bel-Air, La Chair et le Sang, Godzilla et 24 Heures chrono.
En 2000, Nancy Cartwright publie son autobiographie, My Life as a 10-Year-Old Boy. L'ouvrage détaille sa carrière, particulièrement ses expériences en tant que voix de Bart, et contient des anecdotes sur les coulisses des Simpson. Laura A. Bischoff, du Dayton Daily News, décrit le livre comme « ultime guide d'initiation aux Simpson ». Les critiques se plaignent toutefois qu'il manque d'histoires intéressantes et qu'il s'adresse plus aux fans des Simpson qu'à une plus large audience,,.
En 2004, Nancy Cartwright adapte My Life as a 10-Year-Old Boy en un one-woman-show. Elle l'interprète à plusieurs occasions, dont le festival Fringe à Édimbourg en août 2004. Ce spectacle reçoit des critiques modestes, dont une reprochant le manque d'histoires internes sur Les Simpson et son ton « excessivement optimiste ». David Chatterton, du British Theatre Guide, décrit le spectacle comme « intéressant et divertissant, mais pas vraiment indispensable, même pour les fans des Simpson ».
Intéressée par les courses de stock-cars, Nancy Cartwright obtient une licence NASCAR en 2007. En 2001, elle fonde une société de production nommée SportsBlast et crée une série animée en ligne intitulée The Kellys. La série se concentre sur des courses de stock-cars et Nancy Cartwright y interprète Chip Kelly, un personnage de sept ans.
En 2016, Nancy Cartwright lance Spotted Cow Entertainment, sa propre société de production télévisuelle et cinématographique, avec Peter Kjenaas, Monica Gil et Kevin Burke. Se concentrant sur une audience internationale, Spotted Cow a pour but de « financer, produire et acquérir des films en prise de vues réelles et animés, des séries télévisées ainsi que des divertissements pour des plateformes numériques avec des budgets allant jusqu'à 15 millions de dollars »,. Grâce à cette société, Nancy Cartwright crée son premier long métrage en tant que scénariste et productrice, In Search of Fellini, sorti le 15 septembre 2017,. Basé sur son voyage en Italie en 1985 dans le but de rencontrer le célèbre réalisateur Federico Fellini, le film concrétise l'envie de longue date de Nancy Cartwright d'adapter son spectacle solo À la recherche de Fellini de 1995 en film,.

### Vie privée
Nancy Cartwright rencontre Warren Murphy, de vingt-quatre ans son aîné, lors de son anniversaire de 1988, et l'épouse deux mois plus tard. Dans son autobiographie elle décrit son mari comme son « déclencheur de rire personnel ». Le couple a deux enfants, Lucy et Jack, avant de divorcer en 2002,,. En septembre 2015, Warren Murphy décède à l'âge de 81 ans.
Nancy Cartwright est élevée dans une famille catholique, avant de rejoindre l'Église de Scientologie en 1991,. Elle reçoit le prix du Lauréat du Patron de Scientologie après avoir donné à l'Église la somme de 10 000 000 $, environ deux fois son salaire annuel, en 2007,.
Nancy Cartwright contribue au projet d'archives de l'animation mené par le ASIFA-Hollywood. En septembre 2007, l'actrice reçoit le prix de la fondation Make-a-Wish pour « son immense dévouement aux efforts de collecte de fonds et de réalisation des vœux de la fondation ». En 2005, elle crée une bourse d'études au lycée Fairmont pour « aider les diplômés de Fairmont qui rêvent de suivre ses traces et d'étudier l'éloquence, le débat, le théâtre ou la musique » à l'université de l'Ohio. La même année elle reçoit le titre de maire honoraire du quartier de Los Angeles, Northridge de la part de la chambre du commerce.
En 2007, Nancy Cartwright entretient une relation amoureuse avec l'entrepreneur Stephen Brackett, un confrère scientologue. Au début de l'année 2008 le couple prévoit de se marier mais Stephen Brackett meurt en mai 2009 après avoir « apparemment sauté » du Bixby Creek Bridge à Big Sur en Californie,,.
En 2012, l'actrice reçoit un doctorat honoraire en communication à l'université de l'Ohio, où elle était étudiante entre 1976 et 1977 avant d'être transférée à l'UCLA.
Nancy Cartwright est aussi peintre, sculptrice et philanthrope. Elle a cofondé l'association « En savoir plus sur les drogues ».

## Filmographie
Sauf mention contraire, les informations proviennent de l'IMDb.

### Scénariste

#### PourLes Simpson
| Année | Titre                     | Titre original     | Saison | Épisode | Réalisateur      |
| ----- | ------------------------- | ------------------ | ------ | ------- | ---------------- |
| 2019  | Les Filles de l'orchestre | Girl's in the Band | 30     | 19      | Jennifer Moeller |

#### Autre
- 2017 : In Search of Fellini

### Actrice

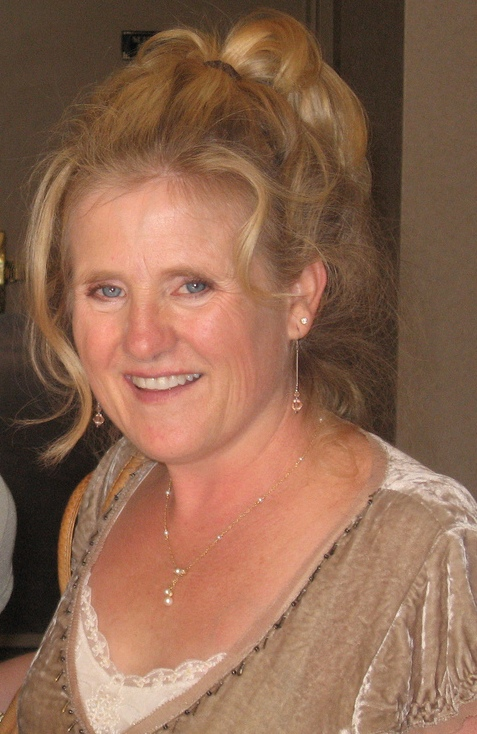
Cartwright en octobre 2007.

#### Cinéma
- 1983 : La Quatrième Dimension (Twilight Zone: The Movie) : Ethel
- 1985 : Tutti Frutti (Heaven Help Us) : la fille à la danse
- 1985 : La Chair et le Sang (Flesh & Blood) : Kathleen
- 1985 : Yellow Pages : Stephanie
- 1986 : Mon petit poney, le film (My Little Pony: The Movie) : Gusty et le quatrième Bushwoolie
- 1987 : The Chipmunk Adventure : le prince arabe
- 1987 : Le Petit Grille-pain courageux (The Brave Little Toaster) : une voiture chantante
- 1988 : Qui veut la peau de Roger Rabbit (Who Framed Roger Rabbit) : la chaussure plongée dans l'acide
- 1988 : La Merveilleuse Aventure des Puppies (Pound Puppies and the Legend of Big Paw) : les yeux brillants
- 1988 : Little Nemo : Les Aventures au pays de Slumberland (Little Nemo: Adventures in Slumberland) : Page
- 1989 : La Petite Sirène (The Little Mermaid) : Voix additionnelles
- 1989 : Astérix et le Coup du menhir : voix additionnelles
- 1989 : Charlie (All Dogs Go to Heaven) : voix additionnelles
- 1992 : Petal to the Metal : le cerf fauve
- 1997 : Le Petit Grille-pain courageux : À la rescousse (The Brave Little Toaster to the Rescue) : Virus
- 1998 : Godzilla : la secrétaire du Caiman
- 1998 : The Jungle Book: Mowgli's Story : plusieurs personnages
- 1998 : Le Petit Dinosaure : La Légende du mont Saurus (The Land Before Time VI: The Secret of Saurus Rock) : Dana
- 1999 : Wakko's Wish : Mindy
- 2000 : CyberWorld : Bart Simpson
- 2001 : Timber Wolf : Comte Écureuil
- 2001 : Friends Are Forever: Tales of the Little Princess : voix additionnelles
- 2003 : Les Razmoket rencontrent les Delajungle (Rugrats Go Wild!) : Charles-Édouard Fifrelin
- 2006 : Leroy et Stitch (Leroy & Stitch) : Shortstuff et Phantasmo
- 2007 : Les Simpson, le film (The Simpsons Movie) : Bart Simpson
- 2008 : Struck : l'infirmière
- 2013 : I Know That Voice : elle-même
- 2015 : Lennon : Mme Polanski
- 2017 : In Search of Fellini : Cosima
- 2020 : Dear Class of 2020 : Bart Simpson
- 2021 : Le Bon, le Bart et le Loki (The Good, the Bart, and the Loki) : Bart Simpson et Ralph Wiggum
- 2021 : Balenciaga : Bart Simpson
- 2021 : Le Plusanniversary des Simpson (The Simpsons in Plusaversary) : Bart Simpson et Maggie Simpson
- 2022 : Quand Billie a rencontré Lisa (When Billie Met Lisa) : Bart Simpson et Maggie Simpson
- 2022 : Bienvenue au club (Welcome to the Club) : Bart Simpson, Mickey Mouse et Loki
- 2022 : Les Simpson rencontrent la famille Bocelli dans Feliz Navidad (The Simpsons Meet the Bocellis in "Feliz Navidad") : Bart Simpson, Maggie Simpson et Mickey Mouse

#### Télévision
- 1980 : Tom Sawyer : Huckleberry Finn (1 épisode)
- 1980 : The Richie Rich/Scooby-Doo Hour : Gloria Patterson
- 1980-1983 : Richie Rich : Gloria Gad (35 épisodes)
- 1980-1984 : T'as l'bonjour d'Albert (Fat Albert) : personnages additionnelles
- 1981 : Skokie, le village de la colère (Skokie)
- 1982 : Marian Rose White : Marian Rose White
- 1982 : The Rules of Marriage : Jill Murray
- 1982 : Tucker's Witch : Holly Fields (1 épisode)
- 1983 : Deadly Lessons : Libby Dean
- 1983 : Saturday Supercade : Kimberly
- 1983 : Shirt Tales : Kip Kangaroo (10 épisodes)
- 1983 : Monchhichis : voix additionnelles
- 1983-1984 : Fame : Muffin (2 épisodes)
- 1984-1985 : Alvin et les Chipmunks (Alvin and the Chipmunks) : voix additionnelles (23 épisodes)
- 1984-1988 : Les Snorky (Snorks) : Daffney Gilphin (65 épisodes)
- 1984-1993 : ABC Weekend Specials : Wally Funnybunny, Heidi Funnybunny et autres personnages (4 épisodes)
- 1985 : Pas mon enfant (Not My Kid) : Jean
- 1985 : Cheers : Cynthia (1 épisode)
- 1985 : Les Jetson (The Jetsons) : l'astéroïde Cogswell (1 épisode)
- 1986 : Bridges to Cross : Anita Jones (1 épisode)
- 1986 : Les Luxioles (The Glo Friend) : Scoop et le bébé ver de terre
- 1986 : Mon petit poney (My Little Poney) : Posey, Gusty, Truly et autres personnages
- 1986 : Galaxy High (Galaxy High School) : Gilda Gossip et Fender (13 épisodes)
- 1986 : Tous les jours Noël : la petite fille
- 1986-1987 : Les Pitous (Pound Puppies) : Yeux brillants, Burlap, Buddy et autres personnages (26 épisodes)
- 1987 : Our House : Miss Bloom (1 épisode)
- 1987 : Mr. Belvedere : Gwen (1 épisode)
- 1987 : Popeye, Olive et Mimosa (Popeye and Son) : Woody (2 épisodes)
- 1987-1988 : Les Simpson (The Simpsons: Tracey Ullman Shorts) : Bart Simpson (29 épisodes)
- 1988 : Le Fantôme de Canterville (The Canterville Ghost) : Ned Otis
- 1988-1990 : Fantastic Max : FX et Amanda (15 épisodes)
- 1989 : TV 101 : Melinda, la serveuse (1 épisode)
- 1989 : The Adventures of Raggedy Ann and Andy (1 épisode)
- 1989 : La Maison en folie (Empty Nest) : Ann (1 épisode)
- 1989 : Dink le petit dinosaure (Dink, the Little Dinosaur) : voix additionnelles
- 1989-2022 : Les Simpson (The Simpsons) : Bart Simpson, Nelson Muntz, Ralph Wiggum et autres personnages (730 épisodes)
- 1990 : Timeless Tales from Hallmark : un caneton (1 épisode)
- 1990 : 42e cérémonie des Primetime Emmy Awards (42nd Primetime Emmy Awards) : Bart Simpson
- 1990 : The Yum Yums: The Day Things Went Sour : Peppermint Kitty et Kelly
- 1990-1993 : Le Monde de Bobby (Bobby's World) : la babysitter (3 épisodes)
- 1991 : Big Bird's Birthday or Let Me Eat Cake : Bart Simpson
- 1991-1999 : 1, rue Sésame (Sesame Street) : Bart Simpson (8 épisodes)
- 1992 : Tom et Jerry Kids (The Tom & Jerry Kids Show) : Mary-Lou (2 épisodes)
- 1992 : Raw Toonage : le faon (12 épisodes)
- 1992 : Goof Troop Christmas : Pistol Pete
- 1992 : Goof Troop : Pistol Pete et autres personnages (58 épisodes)
- 1992-2006 : Les Razmoket (Rugrats) : Charles-Édouard Fifrelin et autres personnages (29 épisodes)
- 1993 : Innocentes Victimes (Precious Victims) : Ruth Potter
- 1993 : Bonkers : le faon (5 épisodes)
- 1993 : The Great O'Grady : la secrétaire de O'Grady
- 1993 : La Panthère rose (The Pink Panther) : voix additionnelles
- 1993-1994 : Junior le terrible (Problem Child) : Betsy (26 épisodes)
- 1993-1996 : Animaniacs : Mindy et autres personnages (20 épisodes)
- 1994 : Aladdin : Sprites (2 épisodes)
- 1994-1995 : Profession : critique (The Critic) : Margo Sherman et autres personnages (23 épisodes)
- 1995 : Le Prince de Bel-Air (The Fresh Prince of Bel-Air) : Ruby Jillette (1 épisode)
- 1995 : Timon et Pumbaa (Timon & Pumbaa) : Pumbaa Junior (1 épisode)
- 1995 : Un privé à Malibu (Baywatch Nights) : Frances O'Reilly (1 épisode)
- 1995 : Félix le Chat (The Twisted Tales of Felix the Cat) : voix additionnelles (7 épisodes)
- 1996 : Double Séduction (Vows of Deception) : Terry
- 1996 : Suddenly : Dell
- 1997 : PJ Bunny: A Very Cool Easter : Heidi Funnybunny et autres personnages
- 1998 : Toonsylvania : Melissa Screetch (6 épisodes)
- 1998 : What a Cartoon! : Lu (1 épisode)
- 1998 : Minus et Cortex (Pinky and the Brain) : Mindy (1 épisode)
- 1998 : Oh Yeah! Cartoons : Juno et autres personnages (2 épisodes)
- 1998-1999 : Minus, Elmira et Cortex (Pinky, Elmyra & the Brain) : Rudy Mookich (25 épisodes)
- 1999 : Mike, Lu et Og (Mike, Lu & Og) : Lu (5 épisodes)
- 1999 : Rusty le robot (Big Guy and Rusty the Boy Robot) : voix additionnelles
- 1999 : Futurama : la poupée Bart Simpson (1 épisode)
- 2000 : Dieu, le diable et Bob (God, the Devil and Bob) : Megan Allman (13 épisodes)
- 2002 : Rapsittie Street Kids: Believe in Santa : Todd
- 2002-2007 : Kim Possible : Rufus (86 épisodes)
- 2003 : Kim Possible : La Clé du temps (Kim Possible: A Stitch in Time) : Rufus
- 2003-2005 : Lilo et Stitch, la série (Lilo & Stitch) : Rufus et autres personnages (3 épisodes)
- 2003-2008 : Razbitume ! (All Grown Up!) : Charles-Édouard Fifrelin (51 épisodes)
- 2005 : Kim Possible, le film : Mission Cupidon (Kim Possible Movie: So the Drama) : Rufus
- 2005 : The Kellys : Chip Kelly
- 2005-2014 : Les Griffin (Family Guy) : Bart Simpson, Maggie Simpson, Nelson Muntz et autres personnages (2 épisodes)
- 2006-2009 : Les Remplaçants (The Replacements) : Todd Daring et Dobbs Darling (75 épisodes)
- 2007 : 24 Heures chrono (24) : Jeannie Tyler (1 épisode)
- 2007 : Random! Cartoons : Chum Chum (1 épisode)
- 2007 : Disney's Friends for Change Games : Todd
- 2007-2010 : Betsy's Kindergarten Adventures : Billy (17 épisodes)
- 2010 : The Cleveland Show : Bart Simpson (1 épisode)
- 2010 : The Simpsons 20th Anniversary Special – In 3-D! On Ice! : Bart Simpson
- 2012 : The Zula Patrol (2 épisodes)
- 2013 : American Dad! : Bart Simpson (1 épisode)
- 2014 : Les 7N (The 7D) : Goldilocks (1 épisode)
- 2015 : Portlandia : Bart Simpson (1 épisode)
- 2017-2018 : Top Wing : Toutes ailes dehors ! (Top Wing) : Snow Geese (2 épisodes)
- 2021 : Les Razmoket (Rugrats) : Charles-Édouard Fifrelin (5 épisodes)

#### Jeu vidéo
- 1991 : The Simpsons: Bart vs. the Space Mutants : Bart Simpson
- 1991 : The Simpsons: Arcade Game : Bart Simpson
- 1992 : Bart's Nightmare : Bart Simpson
- 1994 : Virtual Bart : Bart Simpson et Nelson Muntz
- 1995 : TerraTopia : Piper
- 1996 : The Simpsons Cartoon Studio : Bart Simpson, Bartman et Nelson Muntz
- 1997 : Virtual Springfield : Bart Simpson, Nelson Muntz et Ralph Wiggum
- 1998 : Pouce-Pouce entre dans la course (Putt-Putt Enters the Race) : Pouce-Pouce
- 1998 : Animaniacs: Ten Pin Alley : Mindy
- 1999 : Simpsons Bowling : Bart Simpson, Ralph Wiggum et Nelson Muntz
- 2000 : Pouce-Pouce découvre le cirque (Putt-Putt Joins the Circus) : Pouce-Pouce
- 2000 : Les 102 Dalmatiens à la rescousse ! : Fidget l'écureuil
- 2001 : The Simpsons Wrestling : Bart Simpson
- 2001 : Rugrats: All Growed Up : Charles-Édouard Fifrelin
- 2001 : The Simpsons: Road Rage : Bart Simpson, Nelson Muntz et autres personnages
- 2002 : Rugrats: Royal Ransom : Charles-Édouard Fifrelin
- 2002 : The Simpsons Skateboarding : Bart Simpson et Nelson Muntz
- 2003 : The Simpsons: Hit and Run : Bart Simpson, Ralph Wiggum et Nelson Muntz
- 2003 : Nickelodeon Toon Twister 3D : Charles-Édouard Fifrelin
- 2004 : Kim Possible 2: Drakken's Demise : Rufus
- 2007 : Les Simpson, le jeu : Bart Simpson, Nelson Muntz et Ralph Wiggum
- 2012 : Les Simpson : Springfield : Bart Simpson, Maggie Simpson, Nelson Muntz, Ralph Wiggum et autres personnages

### Productrice
- 2002 : Rapsittie Street Kids: Believe in Santa
- 2016 : Une vie rêvée
- 2017 : In Search of Fellini
- 2021 : Borrego

## Distinctions
Nancy Cartwright compte trois nominations aux Emmy Awards, une aux Annie Awards, une au Drama-Logue Award et une aux Daytime Emmy Awards. En 1992, elle est nommée pour le Primetime Emmy Award du meilleur doublage pour son rôle de Bart Simpson dans l'épisode Le Flic et la Rebelle. Elle remporte le prix ex æquo avec ses collègues des Simpson, Dan Castellaneta, Julie Kavner, Jackie Mason, Yeardley Smith et Marcia Wallace. En 1995, elle remporte l'Annie Award du meilleur doublage dans le monde de l'animation pour le rôle de Bart Simpson. La même année elle remporte le Drama-Logue Award pour sa pièce À la recherche de Fellini. 
En 2004, elle est nommée aux Daytime Emmy Awards dans la catégorie du meilleur interprète dans un programme d'animation pour le rôle de Rufus dans Kim Possible, mais le prix est remporté par Joe Alaskey pour le rôle de Duck Dodgers dans Duck Dodgers. En 2017 et en 2020 elle est également nommée aux Primetime Emmy Awards dans la catégorie du meilleur doublage pour le rôle de Bart Simpson dans les épisodes À la recherche de Mister Goodbar et Mieux sans Ned, mais les prix sont respectivement remportés par Seth MacFarlane pour les rôles des Peter, Stewie et Brian Griffin dans Les Griffin et par Maya Rudolph pour le rôle de Connie la monstre aux hormones dans Big Mouth.